# Ningpo
Ningpo vagy más átírásban Ningbo, közigazgatásilag szubtartományi szintű város Csöcsiang tartomány északkeleti részében. Három megyei szintű város tartozik hozzá és több vidéki megye, köztük szigetek a Hangcsoui-öbölben és a Kelet-kínai-tengeren. A Ningpo-Csousan kikötő a világ legforgalmasabb konténerkikötői között van. A 2010-es népszámlálás szerint a város teljes közigazgatási területén 7,6 millió ember élt.

## Közlekedés

### Légi
A város nemzetközi repülőtere a Ningpo Lishe nemzetközi repülőtér.

### Helyi közlekedés
A városban metró is működik.

## Lakosság
| 2012 | 7 639 000 |
| 2020 | 9 404 283 |